# Ergué-Gabéric
Ergué-Gabéric (bretonisch An Erge Vras) ist eine französische Gemeinde mit 8576 Einwohnern (Stand 1. Januar 2022) im Département Finistère in der Region Bretagne; sie gehört zum Arrondissement Quimper und zum Kanton Fouesnant.

## Geographie
Die Gemeinde liegt im Ballungszentrum östlich von Quimper, in der Landschaft Cornouaille, etwa 50 Kilometer südöstlich von Brest und 100 Kilometer nordwestlich von Vannes.
Nachbargemeinden von Ergué-Gabéric sind:
- Briec im Norden,
- Landudal im Nordosten,
- Elliant im Osten,
- Saint-Yvi im Südosten
- Saint-Évarzec im Süden und
- Quimper im Westen.

An der nördlichen und der westlichen Gemeindegrenze verläuft der Fluss Odet, an der südlichen der Jet, der in Quimper in den Odet mündet.

### Verkehrsanbindung
Das Gemeindegebiet ist durch die Nähe zu Quimper verkehrstechnisch gut erschlossen. Es wird durch die Départementsstraßen
D15 (von Quimper nach Coray) und D115 (von Quimper nach Elliant) versorgt. Auch die Nationalstraße N165 (von Brest nach Vannes) quert den äußersten Südwesten des Gemeindegebietes. Die Bahnlinie von Quimper nach Lorient folgt zunächst dem Tal des Flusses Jet. Der Flughafen Quimper-Cornouaille liegt auf der anderen Seite von Quimper, in einer Entfernung von etwa zehn Kilometern.

## Bevölkerungsentwicklung
| Jahr      | 1968 | 1975 | 1982 | 1990 | 1999 | 2007 | 2016 |
| Einwohner | 2821 | 3950 | 5679 | 6517 | 6929 | 7500 | 8104 |

## Sehenswürdigkeiten
Siehe auch: Liste der Monuments historiques in Ergué-Gabéric
- Kirche Saint Guinal aus dem 16. Jahrhundert mit Beinhaus, Monument historique[1]
- Chapelle de Kerdévot, Kapelle aus dem 16. Jahrhundert, Monument historique[2]
- Château de Lezergué, Schloss aus dem 18. Jahrhundert, Monument historique[3]
- Chapelle St-Guénolé
- Schlucht Stangala, gebildet vom Fluss Odet

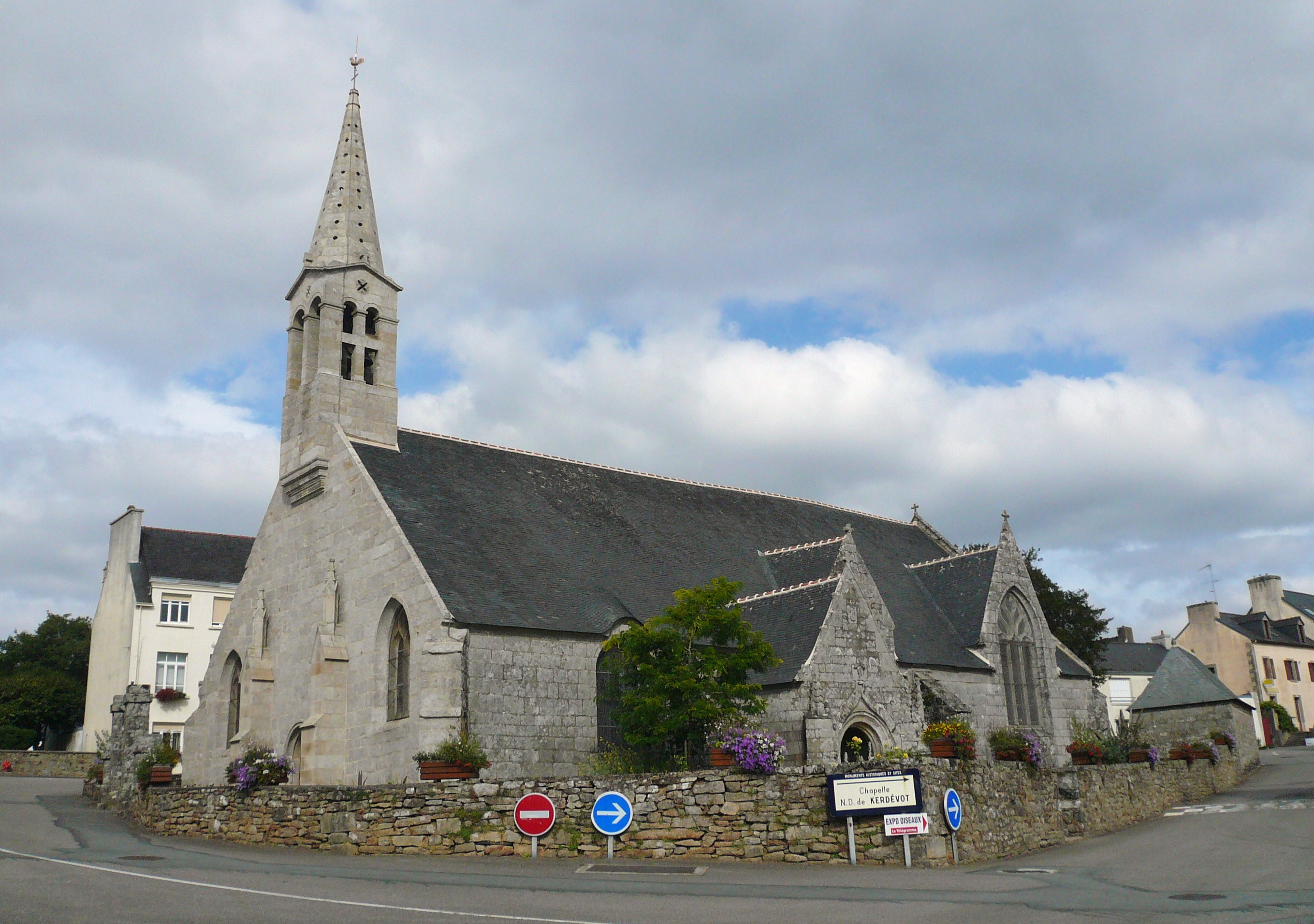
Kirche Saint Guinal
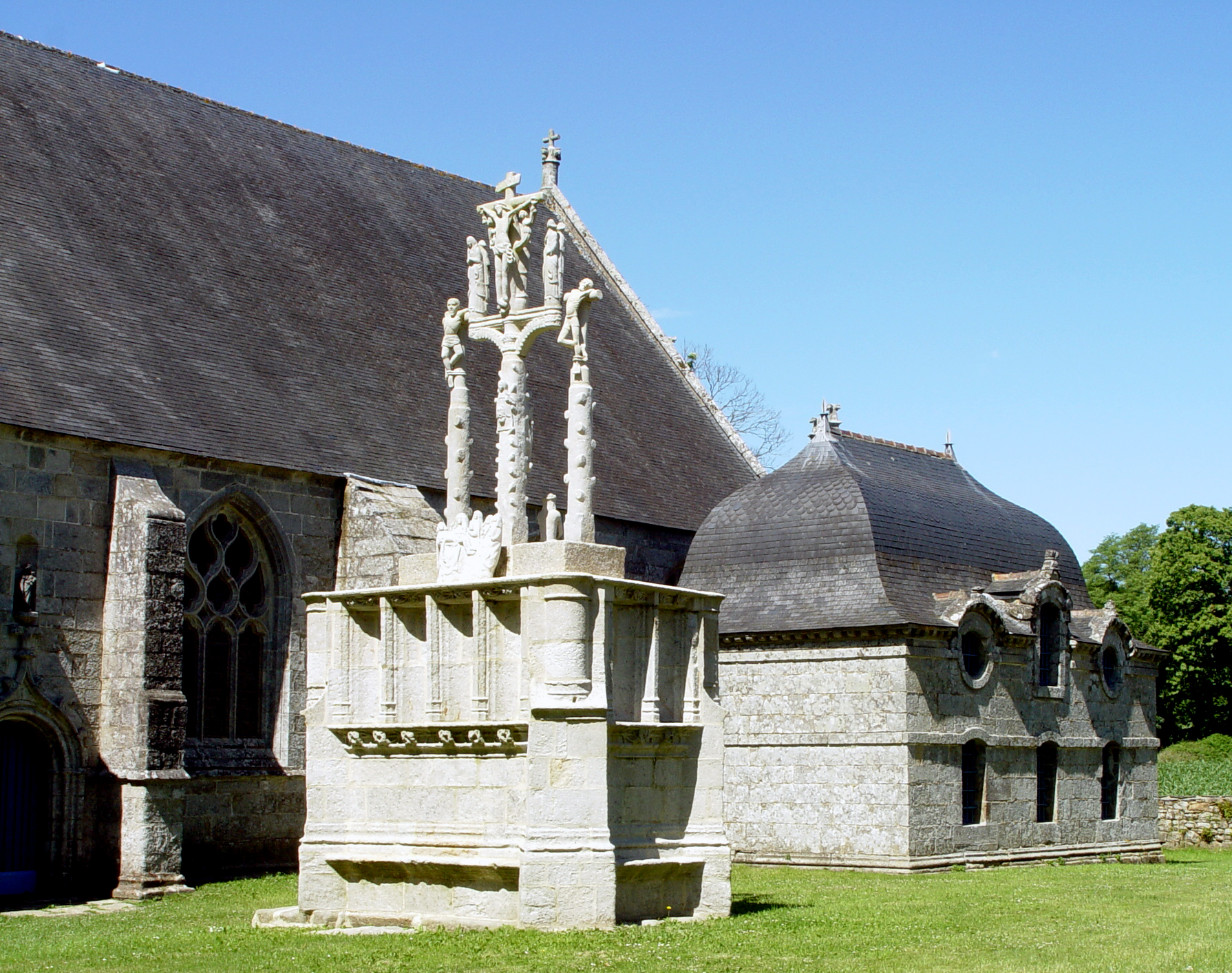
Chapelle de Kerdévot
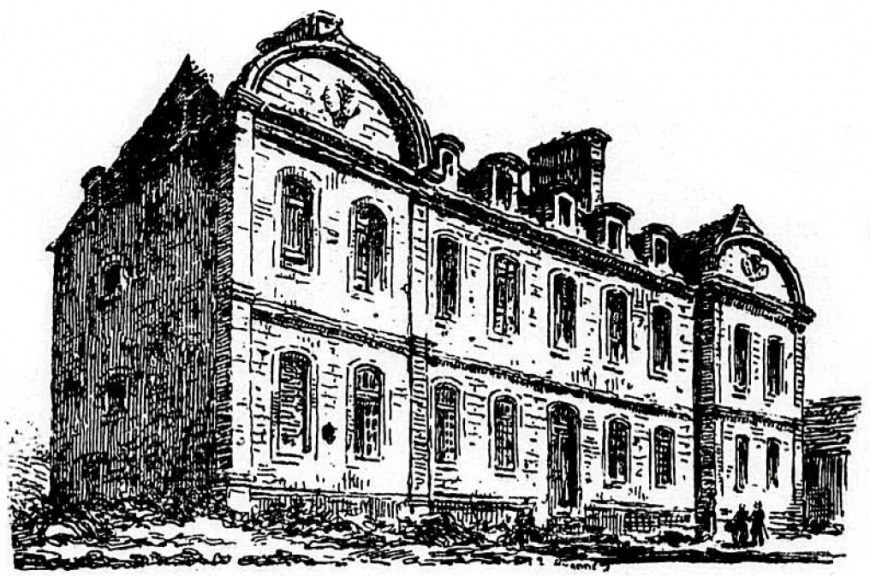
Château de Lezergué
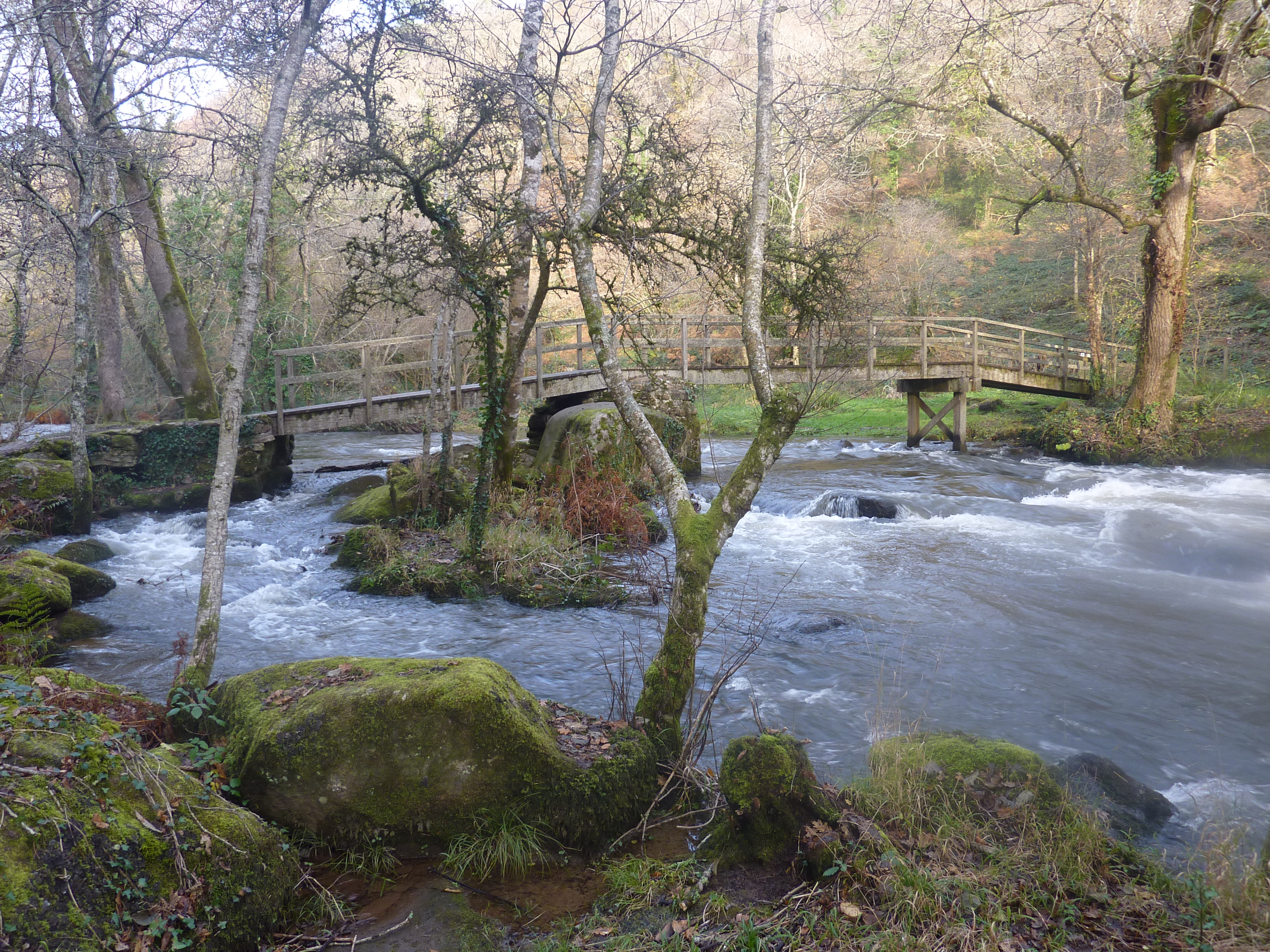
Schlucht Stangala